# Leichtathletik-Europameisterschaften 1950/Weitsprung der Frauen

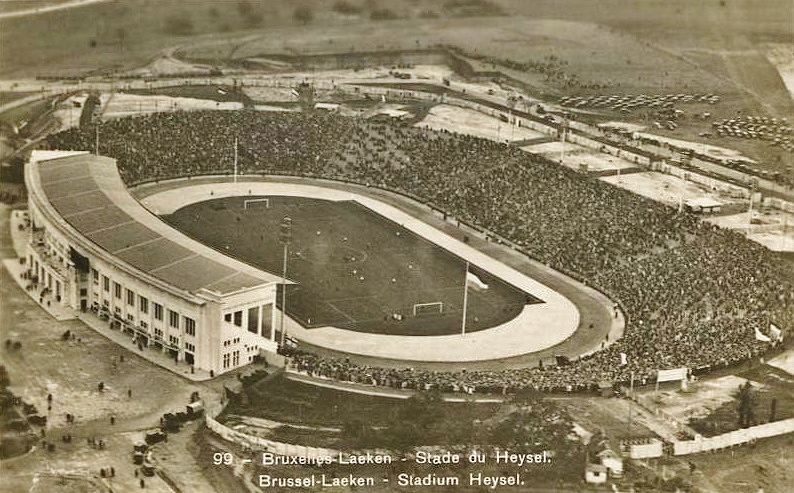
Das Brüsseler Heysel-Stadion in einer Luftaufnahme von 1935

Der Weitsprung der Frauen bei den Leichtathletik-Europameisterschaften 1950 wurde am 24. August 1950 im Heysel-Stadion der belgischen Hauptstadt Brüssel ausgetragen.
Europameisterin wurde Walentina Bogdanowa aus der UdSSR. Sie gewann vor der Niederländerin Wilhelmina Lust. Bronze ging an die Finnin Maire Österdahl.

## Bestehende Rekorde
| Weltrekord           | 6,25 m | Fanny Blankers-Koen | Leiden, Niederlande                         | 19. September 1943 |
| Europarekord         | 6,25 m | Fanny Blankers-Koen | Leiden, Niederlande                         | 19. September 1943 |
| Meisterschaftsrekord | 5,88 m | Irmgard Praetz      | EM Wien, Deutsches Reich (heute Österreich) | 17. September 1938 |

Der seit den ersten Europameisterschaften für Frauen im Jahr 1938 bestehende EM-Rekord blieb auch bei diesen Europameisterschaften unangetastet. Die sowjetische Europameisterin Walentina Bogdanowa blieb mit 5,82 m allerdings nur sechs Zentimeter unter diesem Rekord. Zum Europa-, gleichzeitig Weltrekord, fehlten ihr 43 Zentimeter.

## Finale

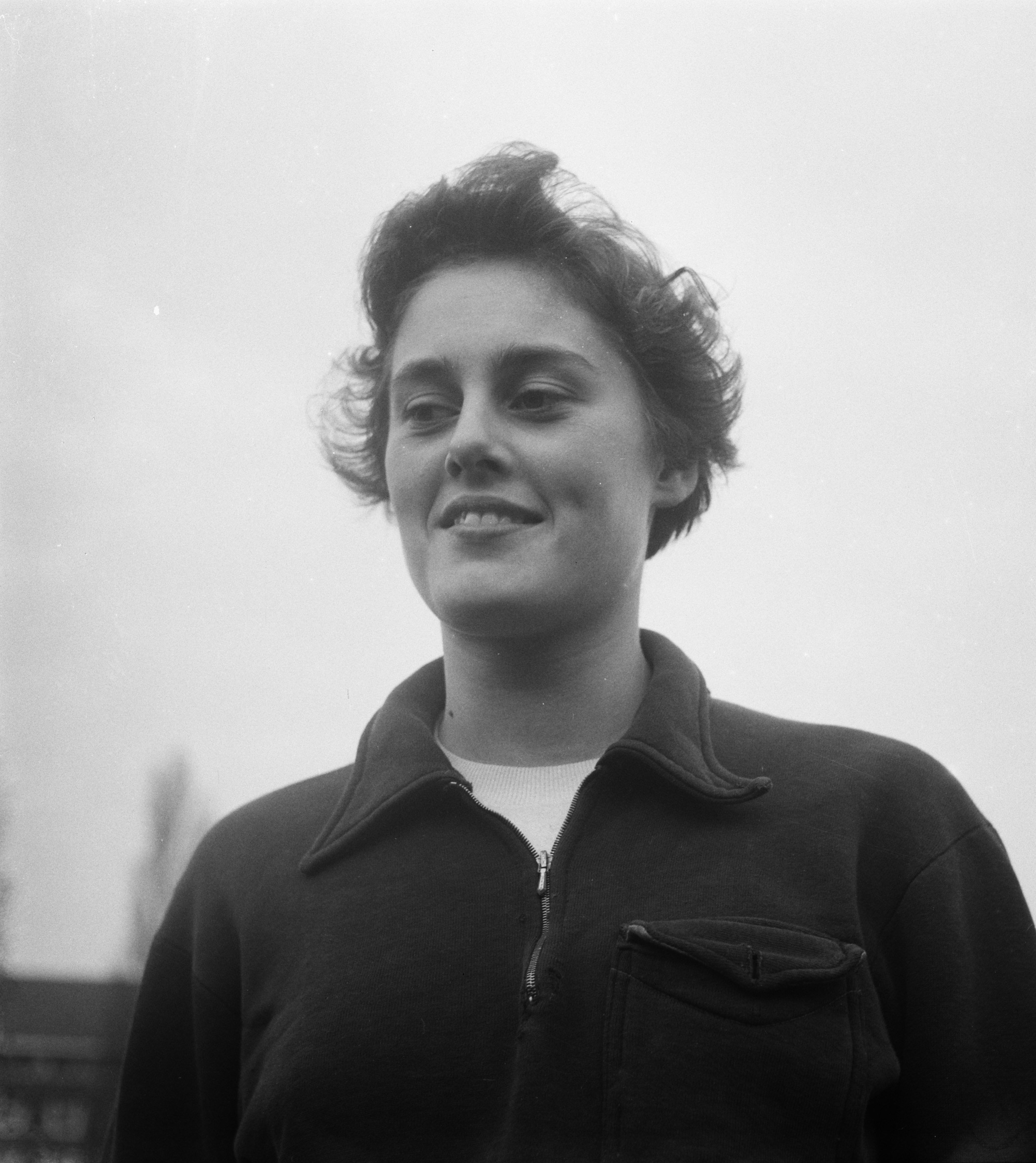
Vizeeuropameisterin Wilhelmina Lust – auch Teilnehmerin über 80 m Hürden, wo sie im Vorlauf ausschied

24. August 1950, 17.15 Uhr
| Platz | Name                | Nation         | Weite (m) |
| ----- | ------------------- | -------------- | --------- |
| 1     | Walentina Bogdanowa | Sowjetunion    | 5,82      |
| 2     | Wilhelmina Lust     | Niederlande    | 5,63      |
| 3     | Maire Österdahl     | Finnland       | 5,57      |
| 4     | Yvonne Curtet       | Frankreich     | 5,38      |
| 5     | Silvana Pierucci    | Italien        | 5,34      |
| 6     | Margaret Erskine    | Großbritannien | 5,29      |
| 7     | Valerie Webster     | Großbritannien | 5,29      |
| 8     | Tineke de Jongh     | Niederlande    | 5,23      |
| 9     | Monique Jacquet     | Frankreich     | 5,22      |
| 10    | Spomenka Koledin    | Jugoslawien    | 5,22      |
| 11    | Nel de Vos          | Niederlande    | 5,22      |
| 12    | Paulette Dussarat   | Frankreich     | 5,09      |
| 13    | Milica Šumak        | Jugoslawien    | 5,05      |
| 14    | Patricia Devine     | Großbritannien | 4,95      |